# 2864 Soderblom
2864 Soderblom (1983 AZ) là một tiểu hành tinh vành đai chính được phát hiện ngày 12 tháng 1 năm 1983 bởi B. A. Skiff ở Flagstaff (AM).